# BALLADS (T-BOLANのアルバム)
『BALLADS』（バラッズ）は、T-BOLANのバラードベスト・アルバム。1996年12月12日発売。発売元はZAIN RECORDS。

## 内容
同年の8月に発売された『SINGLES』に続いて発売されたベスト・アルバムで、タイトル通り、T-BOLANのバラード曲を集めたアルバムとなっている。
基本的にオリジナル・アルバム収録のバラード曲や、ミニ・アルバム「夏の終わりに」シリーズに収録されているアコースティック調の曲を中心に選曲されているが、シングル曲「LOVE」「おさえきれない この気持ち」と前作『SINGLES』と被っている曲もある。
このベストアルバムをリリース後、バンドは活動凍結状態となる。

## 収録曲
特記除く 全作詞・作曲:森友嵐士
1. 遠い恋のリフレイン
1stアコースティックミニアルバム『夏の終わりに 〜Acoustic Version〜』収録曲。
2. LOVE
11thシングル。
3. 真夜中のLove Song
5thアルバム『LOOZ』収録曲。
4. マリア 〜Acoustic Version〜
12thシングル。本作に収録されているのは、2ndアコースティックミニアルバム『夏の終わりにII 〜Lookin' for the eighth color of the rainbow〜』に収録されているバージョン。
5. おさえきれない この気持ち
7thシングル。
6. サヨナラから始めよう 〜Acoustic Version〜
作詞:森友嵐士、作曲:織田哲郎
4thシングル。本作に収録されているのは、1stアコースティックミニアルバム『夏の終わりに 〜Acoustic Version〜』に収録されているバージョン。
7. シャイなJealousy 〜Acoustic Version〜
7thシングル『おさえきれない この気持ち』のカップリング曲。本作に収録されているのは、2ndアコースティックミニアルバム『夏の終わりにII 〜Lookin' for the eighth color of the rainbow〜』に収録されているバージョン。
8. Lovin' You
  - 作詞:森友嵐士、作曲:五味孝氏

2ndアルバム『BABY BLUE』収録曲。
9. Dear
  - 作詞:森友嵐士、作曲:五味孝氏

5thアルバム『LOOZ』収録曲。
10. BOY
  - 作詞:森友嵐士・青木和義、作曲:森友嵐士

3rdアルバム『SO BAD』収録曲。
11. Lookin' for the eighth color of the rainbow
2ndアコースティックミニアルバム『夏の終わりにII 〜Lookin' for the eighth color of the rainbow〜』収録曲。
12. 涙の笑顔
4thアルバム『HEART OF STONE』収録曲。
13. 離したくはない (Out Take 1992.3.2)
2ndシングル。本作に収録されているのは、ピアノの弾き語りの未発表テイク。